# Mary Eliza Fullerton

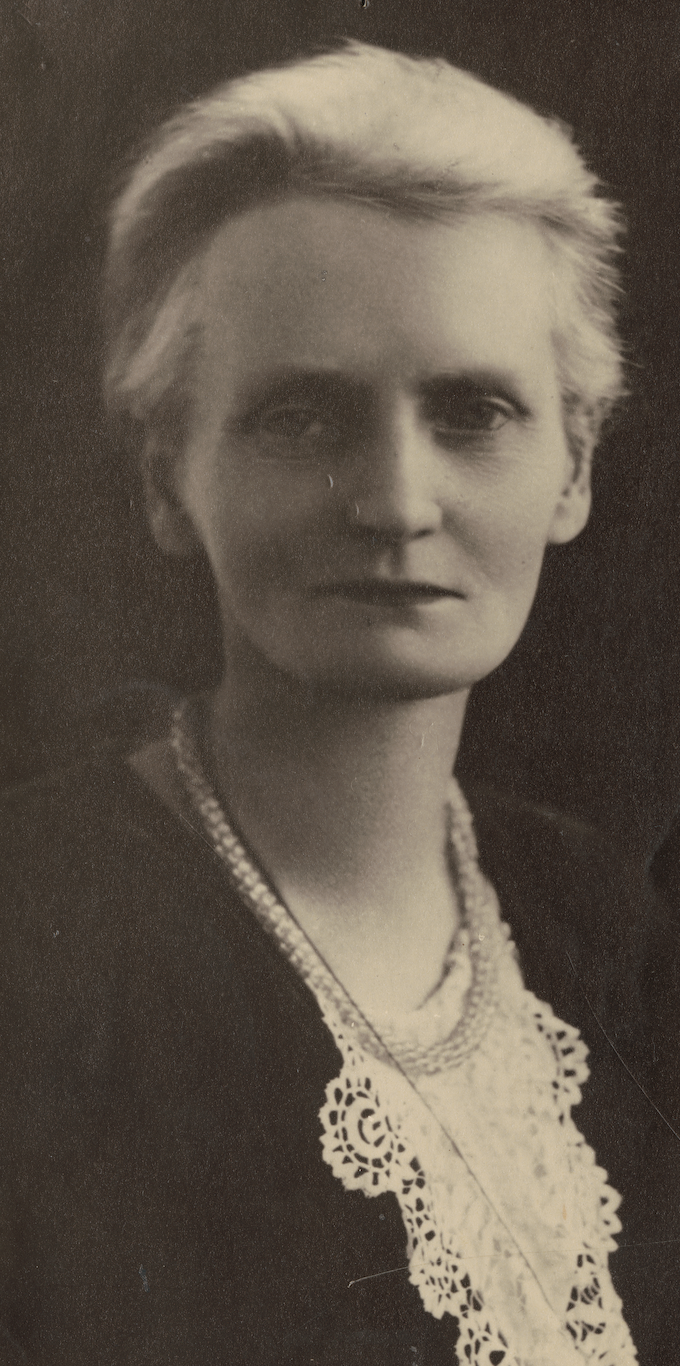
Mary Eliza Fullerton

Mary Eliza Fullerton (* 14. Mai 1868 in Glenmaggie, Victoria; † 23. Februar 1946 in Maresfield, Wealden, England) war eine australische Autorin, die auch die Pseudonyme Alpenstock, Austeal  oder einfach E benutzte.

## Leben
Fullerton wurde zu Hause von ihrer Mutter und in der örtlichen staatlichen Schule unterrichtet. Nach dem Schulabschluss blieb sie auf dem elterlichen Anwesen, bis sie mit Anfang zwanzig nach Melbourne zog.
In den 1890er und frühen 1900er Jahren war sie in der Frauenwahlrechtsbewegung aktiv. Während des Ersten Weltkriegs schrieb sie für Zeitschriften in Victoria Artikel zu feministischen Themen und gegen die Wehrpflicht. Sie war Mitglied der Victorian Socialist Party und der Women's Political Association.
Im Jahr 1912 besuchte sie England und zog 1922 mit ihrer Lebensgefährtin Mabel Singleton dorthin.
Sie schrieb Geschichten, Artikel und Verse für Magazine und Zeitschriften, manchmal unter dem Pseudonym „Alpenstock“. Zwischen 1921 und 1925 schrieb sie drei Romane unter ihrem eigenen Namen, doch aus Angst vor Vorurteilen gegen sie als Frau ohne Universitätsausbildung wurden ihre beiden letzten Werke in Versform, Moles do so little with their privacy und The wonder and the apple, unter dem Pseudonym „E“ veröffentlicht. Die Veröffentlichung wurde von ihrer und Singletons Freundin Miles Franklin organisiert. Ihre Identität als Autorin der Roman wurde erst nach ihrem Tod aufgedeckt.
Fullerton starb 1946 in Maresfield, England.

## Veröffentlichungen (Auswahl)
- Moods and melodies: sonnets and lyrics. Thomas C. Lothian, Melbourne 1908.
- The breaking furrow. J. Endacott, Melbourne 1921.
- Two women: Clare, Margaret. A.M. Philpot, London 1923.
- The people of the timber belt. A.M. Philpot, London 1925.
- Australia and other essays. Dent and Sons, 1928.
- A juno of the bush. Heath Cranton, London 1930.
- Bark house days. Heath Cranton, Melbourne 1931.
- Moles Do So Little with Their Privacy: Poems [by “E”]. Angus and Robertsonn, Sydney 1942.
- The Wonder and the Apple: More Poems [by “E”]. Angus and Robertson, Sydney 1946.
- Moles do so little with their privacy: poems. Hrsg.: Tom Inglis Moore und Miles Franklin. Angus & Robertson, 1942.